# Chemins de fer de l’Est

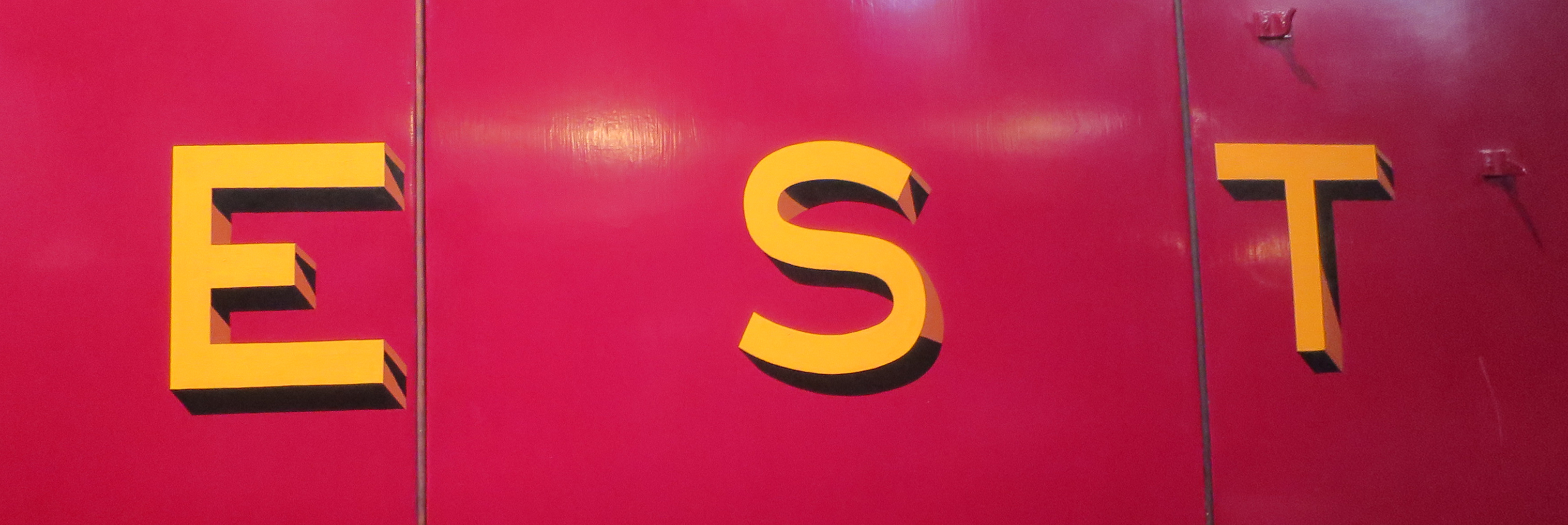
Logo der EST auf einem Micheline-Triebwagen

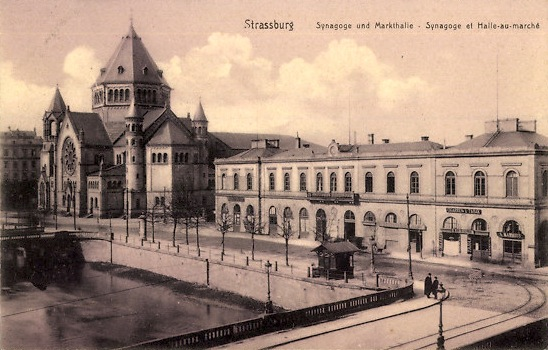
Bahnhof der EST in Straßburg (im Hintergrund die damalige Hauptsynagoge von Straßburg)

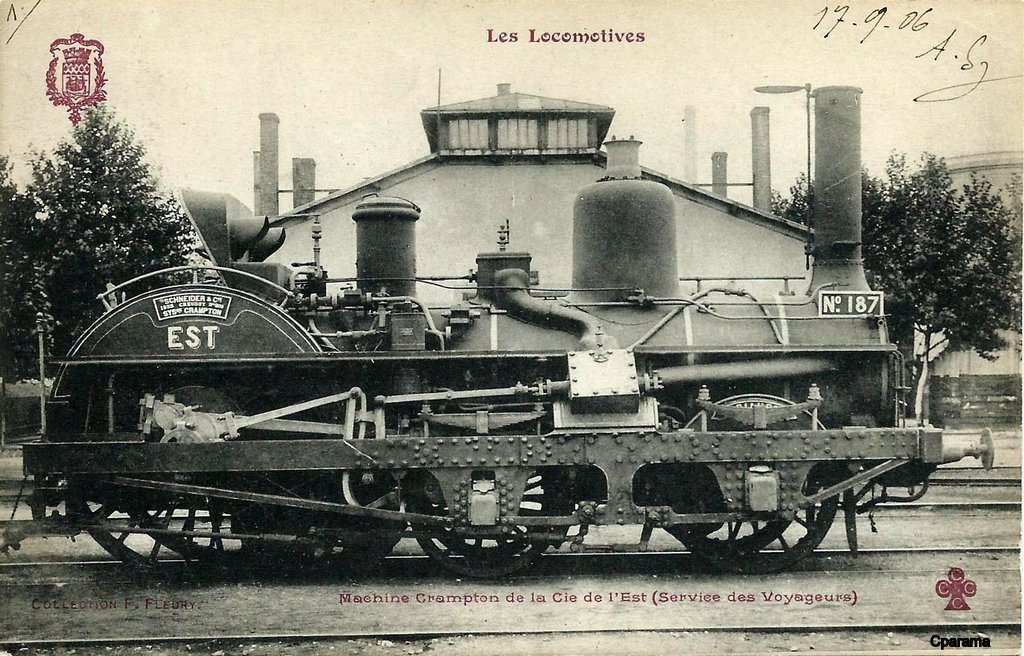
Crampton-Lokomotive Nr. 187 der EST

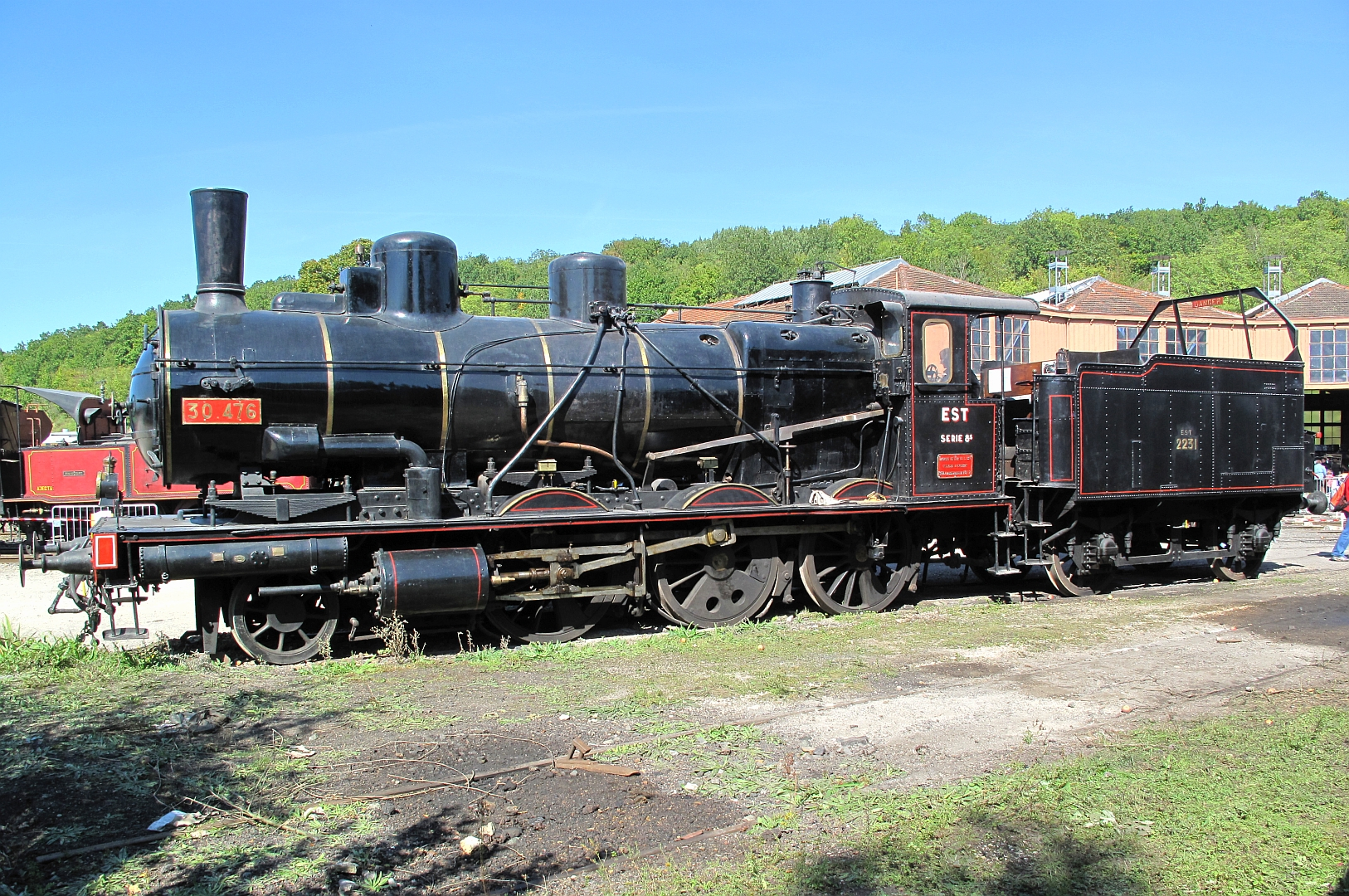
Die 1C-Dampflokomotive Nr. [1]30 B 476 der EST ist ein bewegliches Kulturdenkmal nach französischem Denkmalrecht

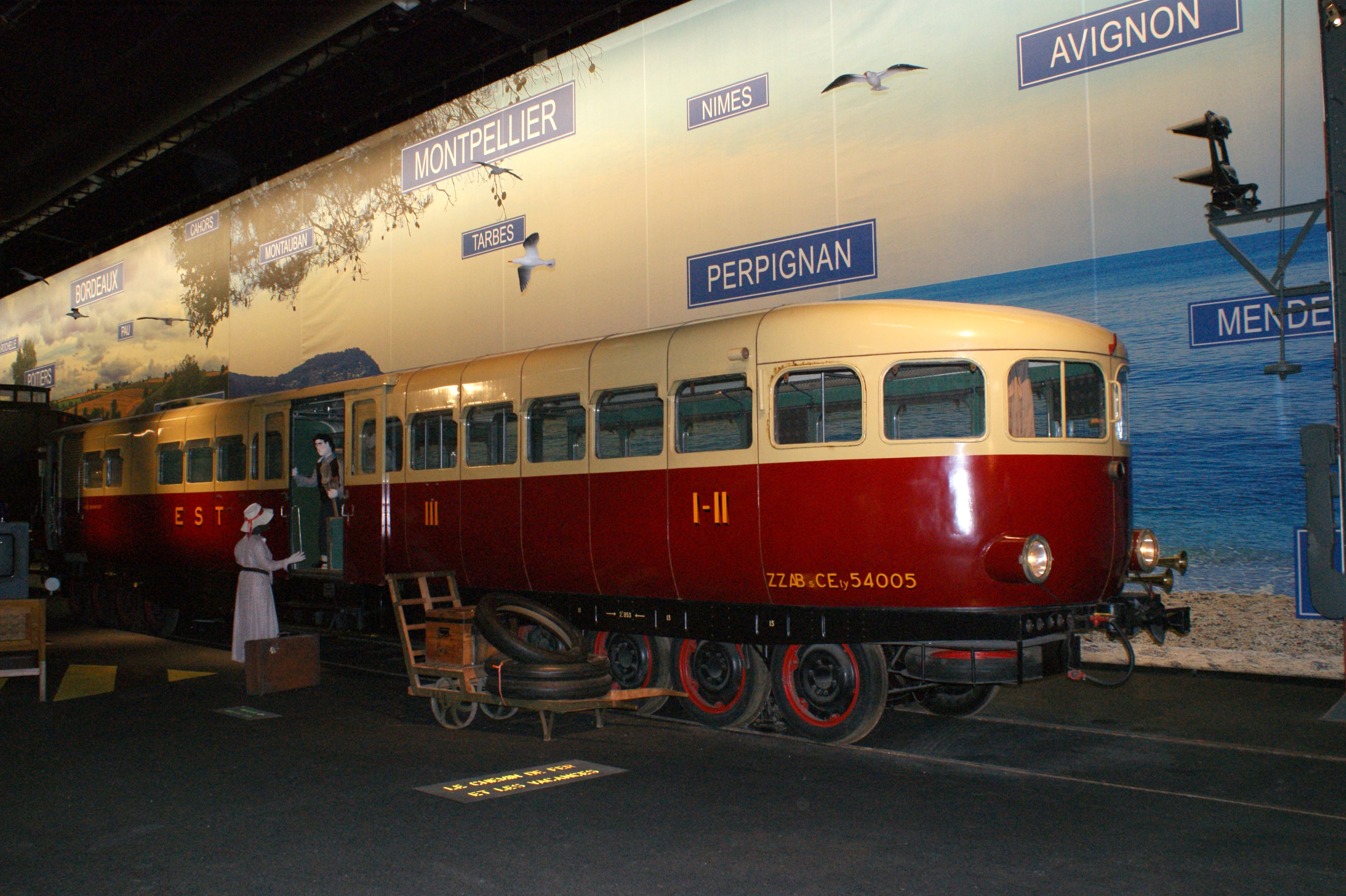
Micheline der EST im Eisenbahnmuseum Mülhausen

Die Compagnie des chemins de fer de l’Est (EST; deutsch Gesellschaft der Ostbahnen) war von 1853 bis 1938 eine privatrechtlich organisierte französische Eisenbahngesellschaft.

## Geschichte

### Vorgeschichte
Die Gesellschaft wurde im Jahr 1845 als Compagnie du chemin de fer de Paris à Strasbourg gegründet und erhielt die Konzession für die Bahnstrecke Paris–Straßburg mit Abzweigungen von Épernay nach Reims und von Frouard nach Metz und weiter zur damals preußischen Grenze mit Anschluss an die Forbacher Bahn. Die Strecke wurde abschnittsweise 1849–1854 eröffnet. Ihr Bahnhof in Paris war der Gare de l’Est, der zunächst Embarcardère de Strasbourg hieß. Durch Übernahmen und weitere Konzessionen vergrößerte sich die Gesellschaft rapide. 1853 erhielt die Gesellschaft die Konzession für die Bahnstrecke Paris–Mulhouse. Im gleichen Jahr fusionierte sie mit der Compagnie du chemin de fer de Montereau à Troyes und benannte sich in Compagnie des chemins de fer de l’Est um.

### Ausbau
1854 übernahm die Ostbahn die Compagnie de Strasbourg à Bâle, 1857 den Betrieb der Eisenbahnen im Großherzogtum Luxemburg, 1858 die Eisenbahn Mülhausen-Thann und 1863 das Netz der Ardennenbahn. Anfang 1870 betrieb die Ostbahn in Frankreich ein Netz von 2838 km Länge, wozu noch die in Luxemburg betriebenen Strecken kamen.
Die Compagnie war 1868/1869 in eine „Belgische Eisenbahnkrise“ verwickelt. Mit finanzieller Hilfe der französischen Regierung versuchte sie, Eisenbahnen im Osten Belgiens aufzukaufen. Das verärgerte Großbritannien. Die belgische Regierung wirkte schließlich erfolgreich darauf hin, dass es nicht zum Kauf kam.

### Kriegsfolgen 1871
Infolge des Deutsch-Französischen Krieges und des anschließenden Friedensvertrags von Frankfurt musste Frankreich Elsass und Lothringen an das Deutsche Reich abtreten. Frankreich ließ die nun auf deutschem Hoheitsgebiet (841 km) und in Luxemburg (237 km) liegenden Strecken der EST enteignen. Das Reich gründete daraus die Reichseisenbahnen in Elsaß-Lothringen. Die Aktionäre wurden vom französischen Staat mit 325 Mio. Francs entschädigt, die Summe auf die zu zahlenden Reparationen angerechnet.
Durch weitere Bahnbauten und Übernahmen vergrößerte sich das Netz der französischen Ostbahn bis Ende 1912 auf eine Länge von 5027 Kilometern, ein Bestand der sich in der Folgezeit nicht mehr wesentlich änderte. Die Laufzeit aller Konzessionen der EST wurde 1883 einheitlich bis 26. November 1954 festgesetzt.
In Folge des Ersten Weltkriegs fiel Elsass-Lothringen 1919 wieder an Frankreich zurück. Die Strecken wurden nun von Frankreich als Staatsbahn unter der Bezeichnung Réseau ferroviaire d’Alsace-Lorraine (AL) selbständig betrieben.

### Verstaatlichung
Am 1. Januar 1938 wurden die großen Bahngesellschaften Frankreichs in der neu gegründeten Staatsbahn SNCF zusammengefasst. Die EST und die AL bildeten dabei die Region 1 der SNCF.

## Fahrzeuge

Fahrplanheft von 1921

### Personen- und Güterwagen
Die EST war am 1. Dezember 1895 im Besitz von 4793 Personenwagen und 28 504 Güterwagen. Von den Güterwagen waren 7613 komplett aus Holz gefertigt und 3881 vollständig aus Eisen. Der Rest entstand in gemischter Bauweise. Güterwagen waren teilweise grün, ockergelb oder nussbraun gestrichen und hatten eine weiße Beschriftung. Später bekamen Güterwagen einheitlich einen tiefdunkelbraunen Anstrich mit gelber Beschriftung. Gepäckwagen waren grün mit gelber Aufschrift. Bei der Verstaatlichung übergab die EST rund 65 000 Güterwagen an die SNCF.

Doppelstockwagen der französischen Ostbahn
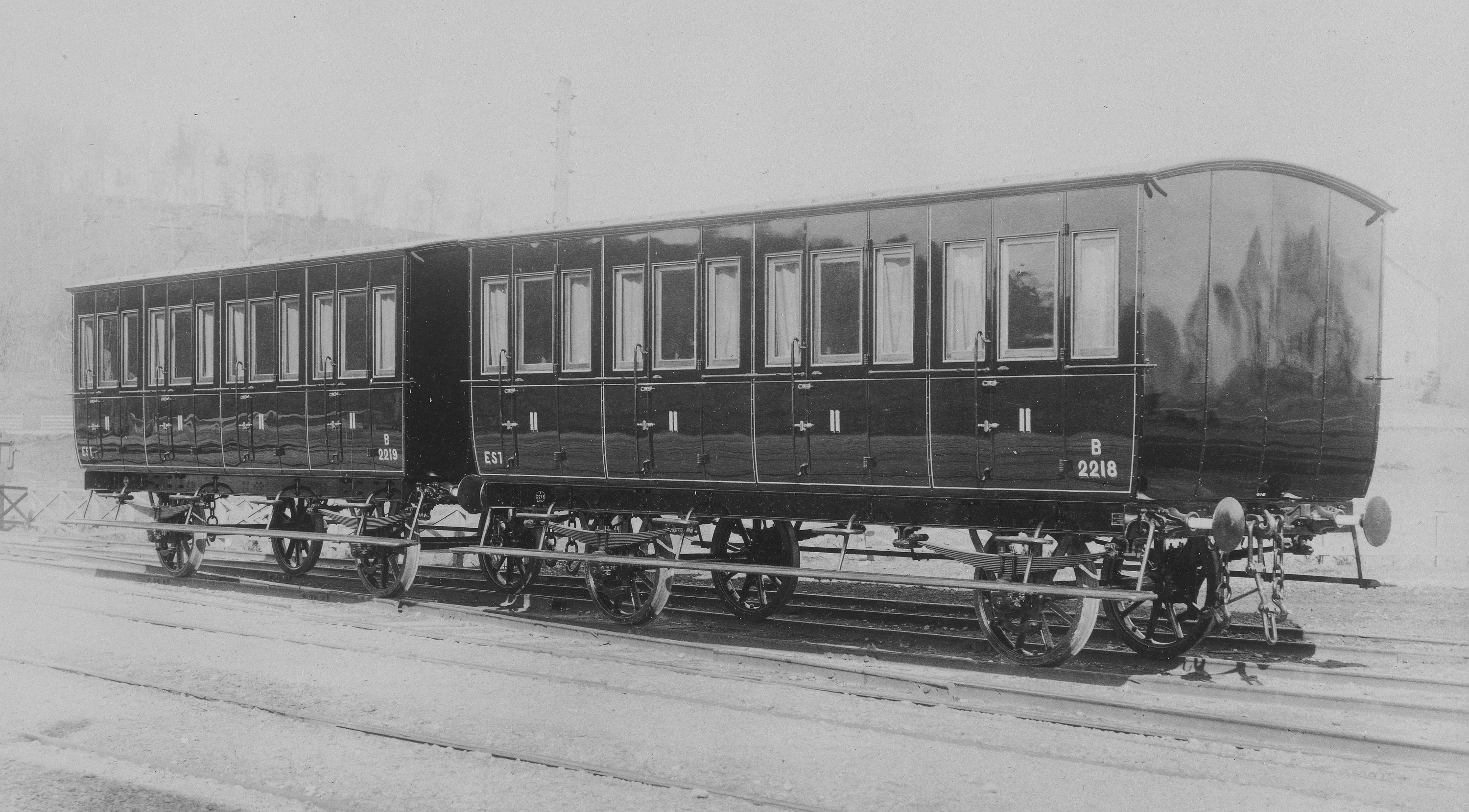
Personenwagen 2. Klasse von 1882, gefertigt von der Schweizerischen Industrie-Gesellschaft
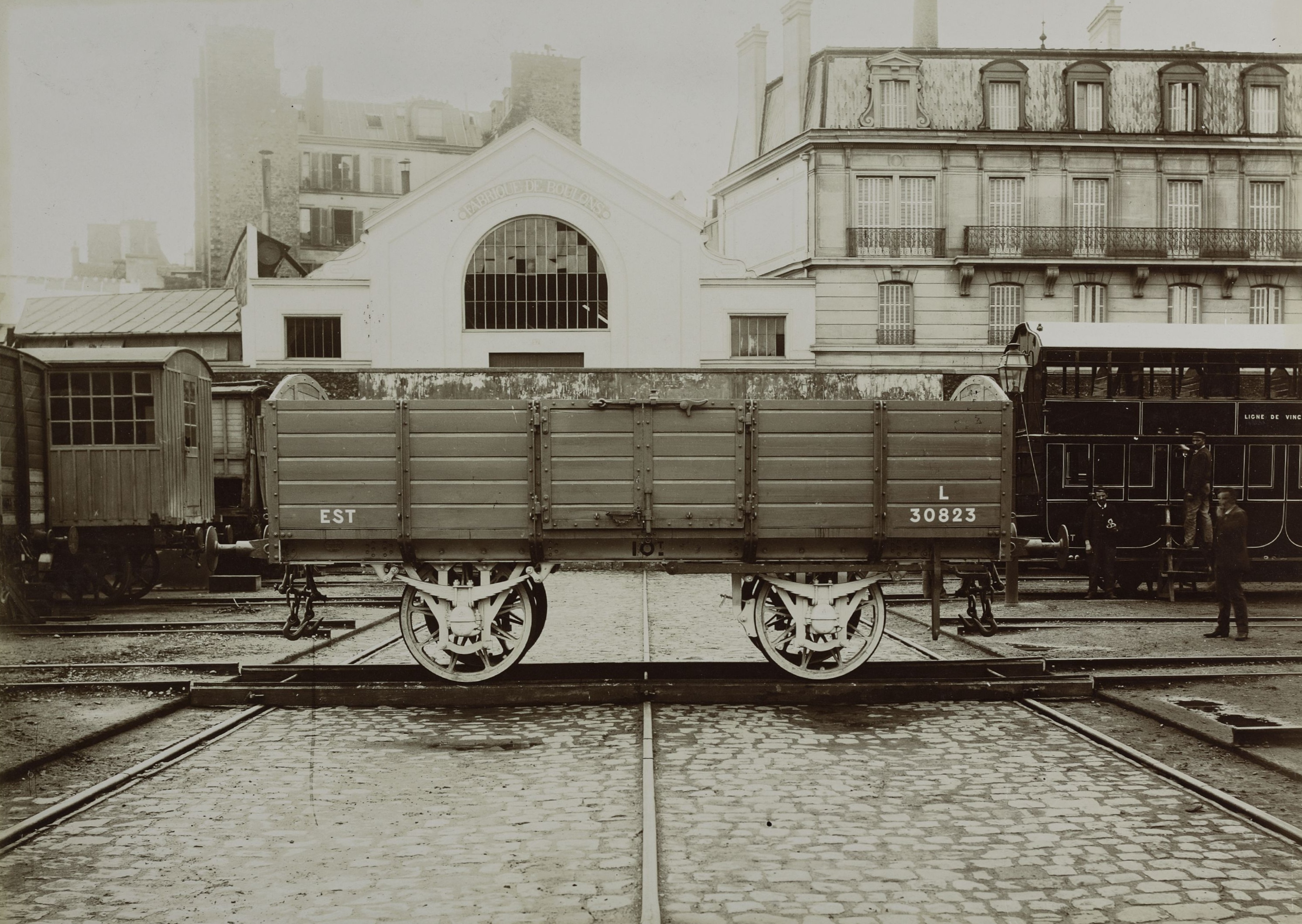
Offener Güterwagen der Baureihe L 30623–30981
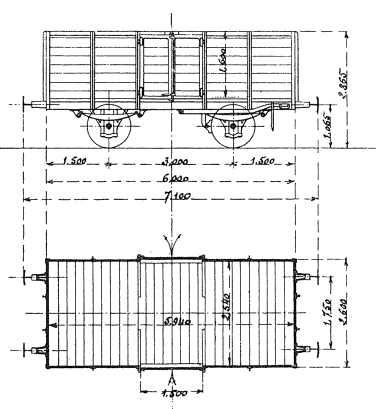
Offener Güterwagen der Baureihe HH 20001–21450
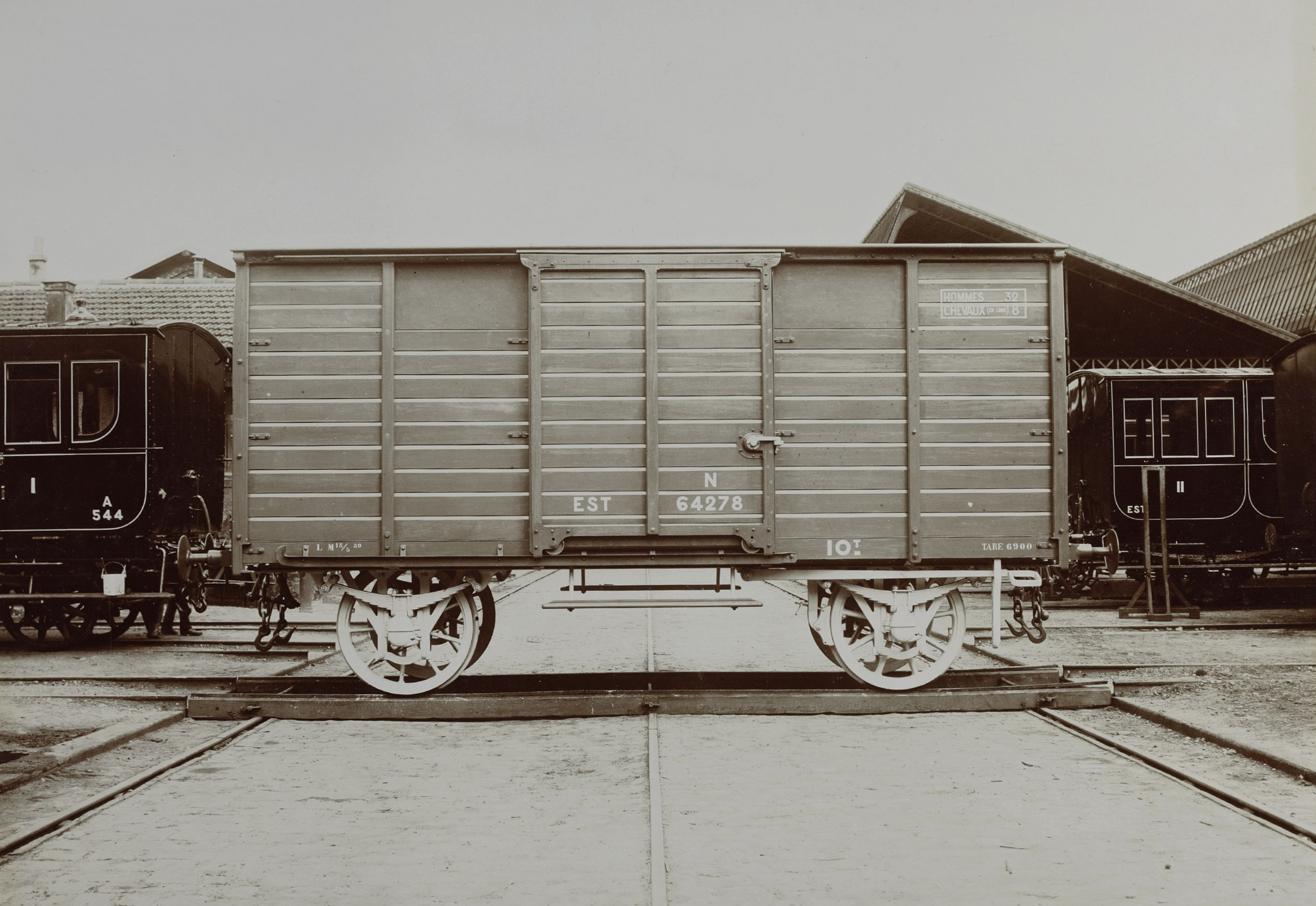
Gedeckter Güterwagen der Baureihe N 63625–64799